# Essiv
Essiv (zkratka ESS) je označení některých mluvnických pádů v uralských jazycích. Essiv vyjadřuje dočasný, přechodný nebo náhodný stav. V češtině mu často odpovídá vazba se spojkou jako.
Finský pád nazývaný essiv se tvoří koncovkou -na/-nä. Používá se také v příslovečném určení času (př.: jouluna – o Vánocích) a místa kotona – doma.
V estonštině se essiv tvoří přidáním koncovky -na k tzv. genitivnímu, tedy vokalickému kmeni slova.
- Příklad: laps „dítě“ → lapse „dítěte“ → lapsena „jako dítě“ („když jsem byl dítětem“)

V maďarštině je koncovkou essivu -ként: gyerekként 'jako dítě'.